# سیتماری
سیتماری (به انگلیسی: Sitamarhi) یک منطقهٔ مسکونی در هند است که در Sitamarhi district واقع شده‌است. سیتماری ۱۰۶٬۰۹۳ نفر جمعیت دارد و ۵۶ متر بالاتر از سطح دریا واقع شده‌است.